# Chúa tể những chiếc nhẫn
Chúa tể những chiếc nhẫn (tiếng Anh: The Lord of the Rings) là một thiên tiểu thuyết kiệt xuất của nhà văn J. R. R. Tolkien, một nhà ngữ văn, Giáo sư, Nhà ngôn ngữ học, Triết gia người Anh. Ông dạy Tiếng Anh cổ và Tiếng Anh ở Đại học Oxford cho đến khi ông về hưu năm 1959. Ông đã dành phần lớn đời mình cho công việc nghiên cứu về lịch sử của các thần thoại Bắc Âu, như Thần thoại Anh và Thần thoại Phần Lan. Với 150 triệu bản được bán ra, quyển sách trở thành tiểu thuyết bán chạy thứ hai của mọi thời đại sau cuốn Chuyện hai thành phố.
The Lord of the Rings thực sự là tập hợp quy mô những hiểu biết về một thế giới tưởng tượng có tên là Middle Earth (hay vùng Trung Địa) với nhiều giống loài khác nhau như The Man (người thường), Hobbit (bán nhân), Dwarf (người lùn râu dài), Elf (tiên tộc), Ent (mộc tinh), Goblin (yêu tinh), Orc (người orc), Uruk-hai (giống orc mới), Warg (ma sói), Great Eagle (Đại bàng lớn)...

## Sách
The Lord of the Rings được chia ra làm 3 phần (lưu ý nó vẫn là một câu chuyện, các phần liên kết chặt với nhau), phần nhiều tại vì thiếu giấy sau Chiến tranh thế giới thứ hai, nhưng toàn cốt truyện xảy ra trong 4 quyển, bắt đầu với The Hobbit – xuất bản năm 1937, kể lại những chuyến phiêu lưu mạo hiểm của một Hobbit có tên là Bilbo Baggins.
Cũng trong năm đó, theo yêu cầu từ phía nhà xuất bản của mình, Stanley Unwin, Tolkien bắt tay vào việc sáng tác một bộ The Hobbit mới. Ba phần của Chúa tể những chiếc nhẫn được xuất bản trong thời gian từ 1954 đến 1955, được chia ra làm 6 quyển, xoay quanh những năm tháng vĩ đại của Trung Địa trong cuộc chiến chống lại chúa tể bóng tối Sauron của các dân tộc tự do tại Trung Địa.
- The Fellowship of the Ring, hay Đoàn hộ nhẫn (29 tháng 7 năm 1954)
- The Two Towers, hay Hai tòa tháp (11 tháng 11 năm 1954)
- The Return of the King, hay Nhà vua trở về (20 tháng 10 năm 1955)

Tại Việt Nam, Nhà xuất bản Văn học liên kết với Nhã Nam đã phát hành trọn bộ Chúa tể những chiếc nhẫn với ba tập do Nguyễn Thị Thu Yến và Đặng Trần Việt biên dịch.

## Chuyển thể

### Phim
- Phim của đạo diễn Ralph Bakshi:
  - The Lord of the Rings (1978): Bộ phim hoạt hình này nối The Fellowship of the Rings và The Two Towers thành một phim dài 132 phút. Bakshi có ý định làm thêm phim thứ hai, The Return of the King nhưng không thành công.
- Bộ ba phim của đạo diễn Peter Jackson:
  - The Lord of the Rings: The Fellowship of the Ring (2001): dài 178 phút, thắng 4 giải Oscar.
  - The Lord of the Rings: The Two Towers (2002): dài 179 phút, thắng 2 giải Oscar.
  - The Lord of the Rings: The Return of the King (2003): dài 201 phút, thắng 11 giải Oscar.
  - The Hobbit: An Unexpected Journey (2012) được xem là phần tiền truyện của loạt phim trên, Peter Jackson đạo diễn, có sự tham gia của Martin Freeman, Ian McKellen,... công chiếu 2012. Tổng đầu tư cho phim lên tới 300 triệu USD.
  - The Hobbit 2: The Desolation of Smaug (2013).
  - The Hobbit 3: The Battle of the Five Armies (2014).

Trong những năm đầu của thập niên 2000, bộ ba phim của Peter Jackson đã làm say mê cả thế giới. Phần thứ ba, The Return of the King, đã đạt doanh thu hơn 1 tỉ USD, nhận 11 giải Oscar, sánh vai cùng những bộ phim nổi tiếng như Ben-Hur và Titanic.

### Radio
- The Lord of the Rings (1956), phát thanh bởi BBC, chia ra làm 13 phần.
- The Hobbit (1966), phát thanh bởi BBC, chia ra làm 6 phần.
- The Lord of the Rings (1981), phát thanh bởi BBC, chia ra làm 26 phần.